# Rhomboda velutina
Rhomboda velutina är en orkidéart som först beskrevs av Johannes Jacobus Smith, och fick sitt nu gällande namn av Paul Ormerod. Rhomboda velutina ingår i släktet Rhomboda och familjen orkidéer. Inga underarter finns listade i Catalogue of Life.